# Aed (divinità)
Nella mitologia irlandese, Aed, o anche Aodh, è una divinità dell'oltretomba e un membro dei Tuatha Dé Danann. La sua ascendenza varia a seconda delle fonti: nel racconto I figli di Lir è il figlio primogenito di Lir e Aobh, a sua volta figlia di Bodb Derg. Nel Dindsenchas è espressamente citato come figlio del Dagda e fratello di Cermait e Aengus.

## Nome
Il nome di Aed deriva dall'antica parola irlandese per fuoco, derivata da un verbo proto-indo-europeo che significa "bruciare" o "accendere". Nel Dindsenchas, gli viene dato l'epiteto "dei cavalli veloci del vento" e chiamato "Aed Luirgnech", che significa "grandi stinchi".

## I figli di Lir
Secondo la tradizione, Aobh morì di parto dopo aver partorito a Lir quattro figli (due coppie di gemelli): Fionnuala e Aed furono la prima coppia e Fiachra e Conn furono la seconda. Aoife, la seconda moglie di Lir, e in alcune versioni della storia, la sorella di Aobh, era molto gelosa dei bambini e cospirò per ucciderli durante un viaggio per vedere Bodb Derg, l'ex re dei Tuatha de Dannan. Ma i servi di Aoife si rifiutarono di uccidere i bambini, e così lei li maledì di vivere come cigni per 900 anni: 300 sul lago Darvra, 300 nel Canale della Manica e 300 in mare aperto.
La leggenda dice che i figli di Lir mantennero la voce e impararono tutte le canzoni e i racconti dell'Irlanda, nonché le molte lingue portate dai viaggiatori da luoghi lontani.

## Figlio del Dagda
Come figlio del Dagda, Aed, descritto come "impeccabile", secondo quanto riferito, era un giovane dal volto brillante che fu ucciso su Benn Bain Baith da Corrgend di Cruach e sepolto ad Ailech di Imchell. Corrgend uccise Aed per aver avuto una relazione con sua moglie Tethra. Corrgend è descritto come un eroe rapido di mano e nemico di ogni uomo, che non riusciva a trovare riposo e rifugio in campi, boschi o mare o ovunque sotto il sole dopo aver ucciso Aed. Il Dagda maledisse Corrgend, in modo che non potesse rimuovere il corpo di Aed dalla sua schiena fino a quando non avesse trovato una pietra appropriata per contrassegnare la tomba di Aed. Il Dagda, descritto come re dei Tuatha Dé Danann, inseguì Corggend fino a quando non fu "colpito dalla tempesta", quindi costrinse Corggend a scavare la tomba di Aed. Qui Aed viene esplicitamente descritto come figlio del Dagda e fratello di Aengus e Cermait.